# Georg Wuermeling

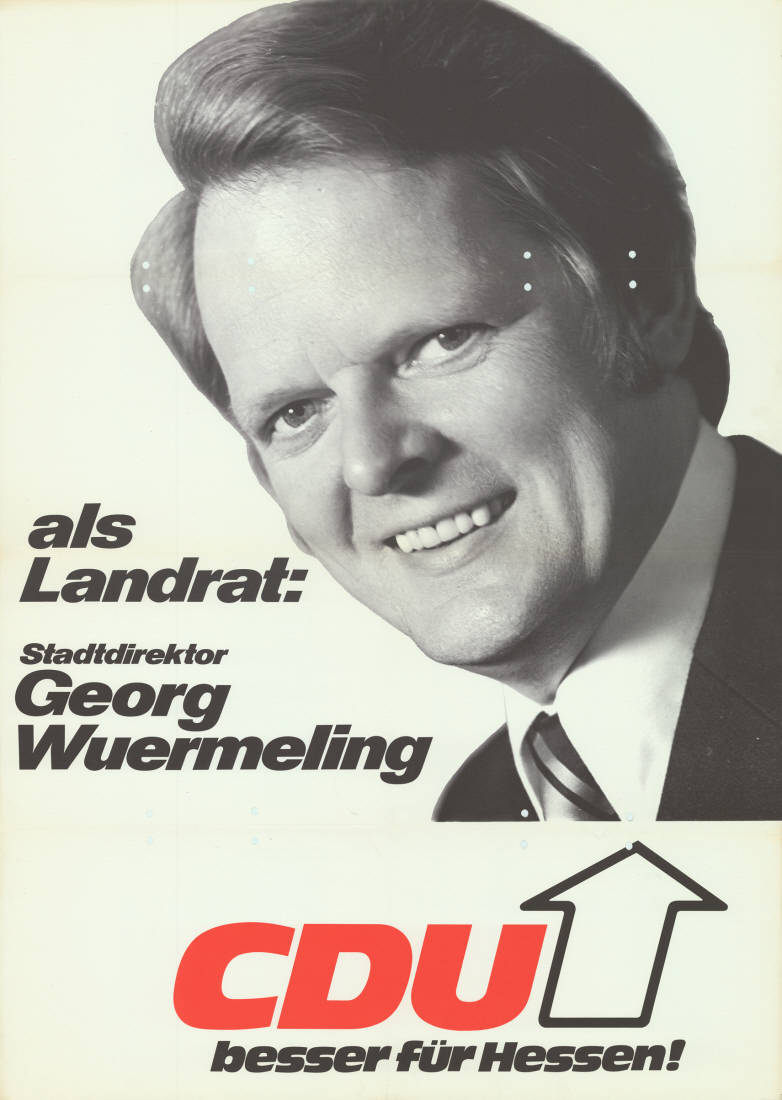
Wahlkampfplakat von 1974

Georg Wuermeling (* 16. April 1930 in Berlin; † 28. August 1989 in Gießen) war ein deutscher Politiker (CDU). Er war von Februar 1975 bis Juli 1989 Landrat des Landkreises Limburg-Weilburg.

## Leben
Georg Wuermeling wurde als Sohn des CDU-Politikers und ersten Bundesfamilienministers Franz-Josef Wuermeling im April 1930 in Berlin als eines von fünf Kindern geboren. Nach seinem Schulbesuch studierte er Rechtswissenschaften. Von 1963 bis 1974 war er Stadtdirektor der Stadt Werne an der Lippe.
Wuermeling war verheiratet und Vater von mehreren Kindern. Einer seiner Söhne ist der ehemalige Europastaatssekretär im Bundeswirtschaftsministerium Joachim Wuermeling, der seit November 2016 Vorstandsmitglied der Deutschen Bundesbank ist.
Georg Wuermeling starb an einem akuten Herzleiden im Alter von 59 Jahren im August 1989 in der Universitätsklinik Gießen.

## Politik

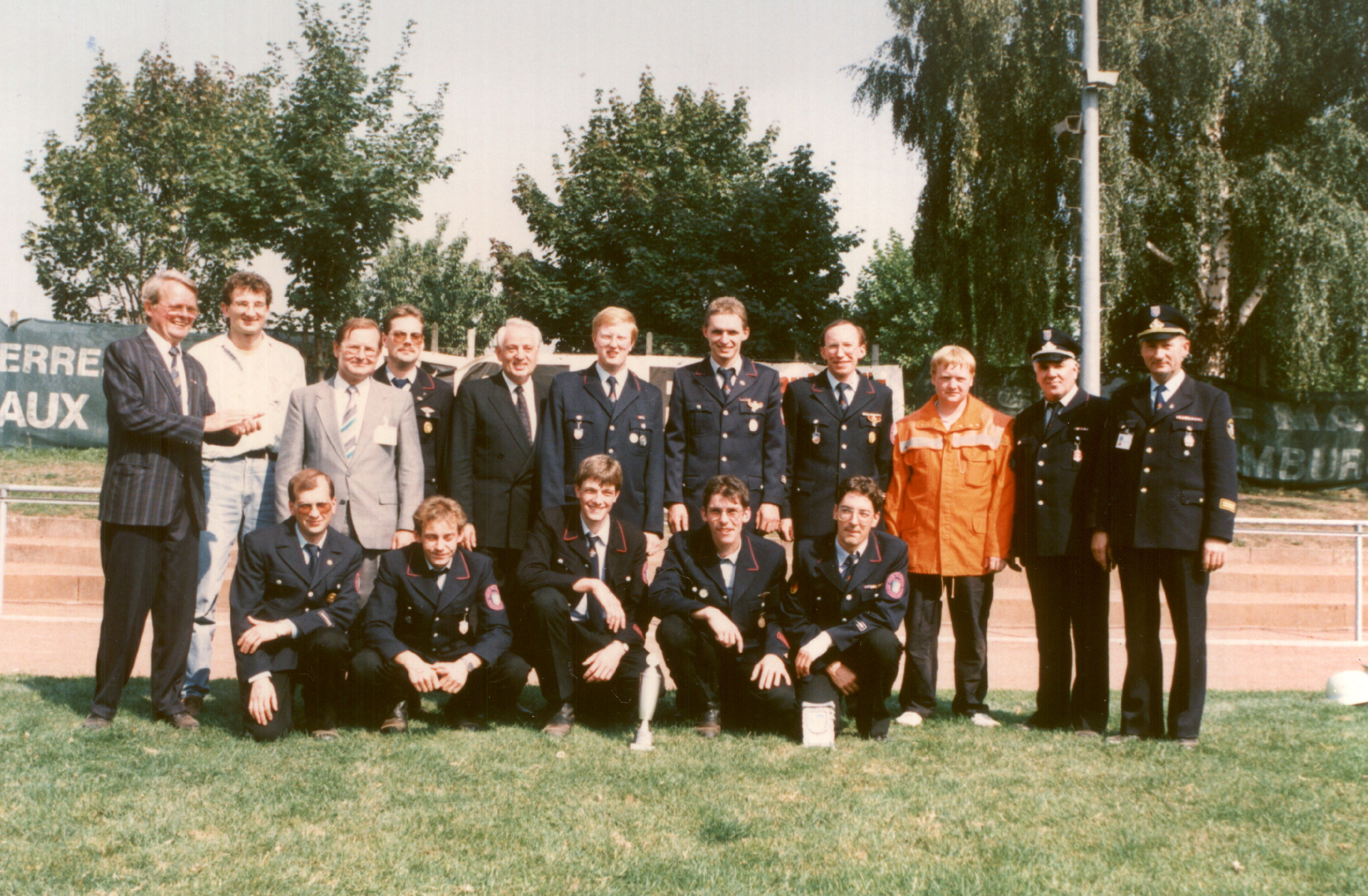
Wuermeling (links) mit der Feuerwehr Beselich-Obertiefenbach

Im Rahmen der hessischen Kreisreform vereinigte sich der Oberlahnkreis mit dem Kreis Limburg zum 1. Juli 1974 zum Landkreis Limburg-Weilburg. Nach der Kommunalwahl im Oktober 1974 konstituierte sich der neue Kreistag. Die CDU als Mehrheitsfraktion wählte Wuermeling zum neuen Landrat als Nachfolger von Heinz Wolf. Er wurde am 3. Februar 1975 in sein Amt eingeführt.
In seiner Amtszeit konzentrierte er sich darauf, die beiden Kreisteile Limburg und Oberlahn einander nahe zu bringen. Im Jahr 1986 bestätigte ihn der Kreistag letztmals in seinem Amt. Wuermeling wurde im Juli 1989 durch Beschluss des Kreistags mit den Stimmen der SPD und den Grünen von Manfred Fluck als Landrat abgelöst.
Georg Wuermeling gewann als Vorsitzender des „Europakomitees Limburg-Weilburg“ in den 1970er Jahren viele neue Personen für die Europa-Union Limburg.
In den Jahren von 1981 bis 1985 war Wuermeling Präsident des Hessischen Landkreistags. Mit Begeisterung erlebte er als Landrat im September 1988 seine letzte heimische Großveranstaltung, den 13. Hessischen Feuerwehrtag in Limburg. Kurz vor seinem plötzlichen Tod hatte er die Präsidentschaft des Hessischen Heimatbundes übernommen.